# Heinz Badewitz
Heinz Georg Badewitz (* 26. Mai 1941 in Hof; † 10. März 2016 in Graz, Österreich) war ein deutscher Filmschaffender und Festivalleiter der Internationalen Hofer Filmtage.

## Leben
Heinz Badewitz, im oberfränkischen Hof geboren und aufgewachsen, absolvierte zunächst eine Ausbildung zum Technischen Zeichner. 1963 zog er nach München, wo er im Anschluss an ein Praktikum im Kopierwerk der Bavaria Atelier GmbH Cinematographie am Deutschen Institut für Film und Fernsehen studierte. Ab 1965 sammelte Badewitz erste Berufserfahrungen
als Kameraassistent und Trickfilm-Kameramann. Außerdem begann er, Kurzfilme zu drehen. Seit Anfang der 1970er-Jahre arbeitete er als Regieassistent, als Aufnahme- oder als Produktionsleiter bei zahlreichen deutschen Spielfilmproduktionen mit (so auch bei den Wim Wenders Filmen Im Lauf der Zeit und Der amerikanische Freund). Er engagierte sich zudem erfolgreich für die Wahrnehmung des Neuen Deutschen Films bei den Internationalen Filmfestspielen von Cannes.
Zusammen mit Uwe Brandner gründete er 1967 die Internationalen Hofer Filmtage. Im selben Jahr entstand sein erster Kurzfilm Träume von Attenham, der 30 Jahre später auf den Hofer Filmtagen gezeigt wurde. Seine beiden nächsten Kurzfilme von 1970 Heinz Badewitz – Bildfüllend sowie Bühnentod (gemeinsmmit Hans Poppel) hatten noch im Entstehungsjahr in Hof ihre Premiere. Badewitz leitete das Festival 49 Jahre lang bis 2015 und wurde somit Deutschlands dienstältester Festivaldirektor. Dabei blieb er stets seinem Grundsatz treu: „Wir brauchen keine Stars – wir machen sie“. Von 1977 bis 2010 kuratierte er im Rahmen der Berlinale die Reihe German Cinema.
Wolfgang Ettlich setzte ihm 2006 mit Der Heinz vom Film ein filmisches Denkmal. Badewitz starb völlig überraschend im März 2016 im Alter von 74 Jahren während eines Besuchs der Diagonale in Graz. Es war ihm nicht vergönnt, die 50. Hofer Filmtage zu eröffnen. Seither vergibt das Festival den Heinz Badewitz Preis an ein Nachwuchstalent der Filmtage. Daraus ging 2018 der Hofer Goldpreis hervor, verliehen von der Bayerischen Akademie der Schönen Künste in memoriam Heinz Badewitz.

## Auszeichnungen
- 1981: Goldener Ehrenring der Stadt Hof[9]
- 1990: Kulturpreis der oberfränkischen Wirtschaft
- 1991: Bayerischer Filmpreis: Sonderpreis
- 1997: Friedrich-Baur-Preis
- 1998: Deutscher Filmpreis: Ehrenpreis für herausragende Verdienste um den deutschen Film
- 1998: Verdienstkreuz 1. Klasse der Bundesrepublik Deutschland
- 2001: Berlinale Kamera
- 2009: Ehrenbürger der Stadt Hof
- 2010:  Großes Verdienstkreuz der Bundesrepublik Deutschland
- 2010: Ehrenpreis des Verbandes der deutschen Filmkritik
- 2010: Kulturpreis Bayern
- 2014: Ehrenpreis FIRST STEPS'[10]